# Robert McKenna
 (décembre 2015).
Si vous disposez d'ouvrages ou d'articles de référence ou si vous connaissez des sites web de qualité traitant du thème abordé ici, merci de compléter l'article en donnant les références utiles à sa vérifiabilité et en les liant à la section « Notes et références ».
Pour les articles homonymes, voir McKenna.
Robert Fidelis McKenna, né le 8 juillet 1927 à Danville et mort le 16 décembre 2015, est un évêque sédévacantiste américain issu de la lignée épiscopale de Ngo Dinh Thuc. Ancien dominicain, il est principalement connu en tant qu'exorciste et pour ses positions sédéprivationnistes. Il est également le protagoniste du téléfilm The Haunted de 1991, produit par la Fox.
Il a été ordonné prêtre catholique pour l'ordre dominicain en 1958 par le cardinal Amleto Giovanni Cicognani. Le père McKenna a été sacré évêque le 22 août 1986 à Raveau, en France, par Michel Guérard des Lauriers, un autre ancien dominicain consacré évêque sans mandat pontifical par Ngo Dinh Thuc. Les deux furent donc ipso facto excommuniés. 
Robert F. McKenna meurt le 16 décembre 2015, à l'âge de 88 ans.